# フランケン大管区

中部フランケン大管区
フランケン大管区
Gau Mittelfranken (ドイツ語)
Gau Franken (ドイツ語)

国の標語: Ein Volk, ein Reich, ein Führer（ドイツ語）
一つの民族、一つの国家、一人の総統国歌: Das Lied der Deutschen（ドイツ語）
世界に冠たるドイツ
 党歌: Die Fahne hoch（ドイツ語）
旗を高く掲げよ

ナチス・ドイツの地図

【大管区登録番号】 第7番

フランケン大管区（フランケンだいかんく、ドイツ語: Gau Franken）は、国民社会主義ドイツ労働者党（ナチ党）の設置した大管区の一つである。

## 概要
1921年以来、ニュルンベルクの地区指導者であるナチ党幹部のユリウス・シュトライヒャーは、1925年からニュルンベルク＝フュルト大管区を率い、コーブルクを本部とする北バイエルン（ノルトバイエルン）大管区（Gau Nordbayern）と1929年に中部フランケン（ミッテルフランケン）大管区（Gau Mittelfranken）として合併すると、その大管区指導者となった。シュトライヒャーは1930年代から早くも「フランケン総統（Frankenführer）」の称号を自負していた。
シュトライヒャーが収監された1925年から1926年までカール・ホルツが大管区を運営し、1926年には地元の地区指導者代理を務めた。1929年に彼は地域指導者と中央フランケン大管区の宣伝指導者を兼任した。1927年から1933年まで大管区書記長となり、1938年まで『シュテュルマー』の編集長を務めた。
短期間、大管区指導者を務めたアンスバッハ地区指導者のヴィルヘルム・グリムは、1929年に副大管区指導者となった。シュトライヒャーは突撃隊（SA）大将の階級を保持しており、フランケンのSA指導者ヴィルヘルム・シュテグマンに対し、自らの政策を批判したとして異常な弾劾を行った。1928年には、その残忍さから「シュトライヒャーの影」と政敵から称されたゲオルク・グラドルが大管区理事となった。また、シュトライヒャーの友人で狂信的な反ユダヤ主義者の党員ルートヴィヒ・フランツ・ゲングラーは「ニュルンベルク地区の精神的指導者」と見なされていた。1936年、中部フランケン大管区はフランケン大管区（Gau Fanken）に改称された。
フランケン大管区は、ナチ党全国大会の開催地であるニュルンベルクを本部としていた。エルムロイト城には大管区指導者学校が設立され、シュトライヒャーが頻繁に訪れていた。彼の権力闘争の相手は、ニュルンベルク市長（1933年就任）のヴィリー・リーベルであり、彼はシュトライヒャーから常に距離を置いていた。シュトライヒャーの個人的な介入により、1934年に「ユダヤ人の噴水」と名付けられたネプチューンの噴水が解体され、水晶の夜の数か月前の1938年8月には、ハンス・ザックス広場にあるニュルンベルクのシナゴーグの解体を強行した。1938年11月9日から10日にかけてニュルンベルクだけで11人が殺害され、「ユダヤ人の財産、家屋、店舗を法外な条件で売り渡す」よう強制した。没収されたユダヤ人の財産はシュトライヒャーの代表者に渡され、そこから党の上級幹部に配布された。
1938年11月12日、国家がユダヤ人を経済から独占的に排除するという要件に違反したことで調査委員会が大管区に派遣され、委員会はシュトライヒャーの個人情報と犯罪行為（強欲、党員に対する過剰な攻撃的態度、女性に対する公の場での不貞行為、等）を報告した。シュトライヒャーは罰せられることはなかったが、1940年2月に開催された「大管区名誉裁判所」によって全ての役職を罷免され、その後、シュトライヒャーはニュルンベルク郊外に移り住んだ。尚、アドルフ・ヒトラーの命令によりシュトライヒャーは「大管区指導者」の称号を保持しており、党勤務服の着用も許可されていた。
シュトライヒャー追放後の、1942年4月4日、ホルツは大管区の臨時指導者となり、11月にはフランケンの全国防衛委員に任命された。終戦直前の1944年11月、正式に大管区指導者に就任し、総力戦下に於けるフリッツ・ザウケルの全権代表を務めた。大戦末期、ホルツはフランケンの国民突撃隊を指揮した。

## 備考

### 大管区指導者
大管区指導者
- ヴィルヘルム・グリム（1928年9月2日-1929年）
- ユリウス・シュトライヒャー（1925年4月2日/1929年-1945年、1940年2月16日より休職扱い）
- ハンス・ツィマーマン（1940年2月16日-1942年4月4日、一時的に指導者を務め、その後地区管理を担当）
- カール・ホルツ（1942年3月19日-1944年11月、臨時指導者代行）
- カール・ホルツ（1944年11月-1945年4月20日）

副大管区指導者
- ヴィルヘルム・グリム（1929年-）
- カール・ホルツ（1934年1月1日-1940年2月、1942年3月19日-1944年11月）

### 組織
- 大管区本部 ― ニュルンベルク
- 大管区指導者学校 ― エルムロイト城
- SA『フランケン』管区集団本部

### 人事
- 大管区経済顧問、AEG理事及びニュルンベルク商工会議所所長
  - オットー・シュトローブル
- 大管区講師連盟
  - ハンス・アルブレヒト・モリトリス
- 大管区文化担当及びゲシュタポ長官
  - ゲオルク・キーゼル

### 構成管区
- アンスバッハ
- ディンケルスビュール
- アイヒシュテット
- エアランゲン
- フォイヒトヴァンゲン
- フュルト
- グンツェンハウゼン
- ヘルスブルック（英語版）
- ヒルポルトシュタイン
- ラウフ・アン・デア・ペグニッツ（英語版）
- ノイシュタット・アン・デア・アイシュ（英語版）
- ニュルンベルク方面
- ニュルンベルク市
- ローテンブルク
- シャインフェルト（ドイツ語版）
- シュヴァーバッハ
- ウッフェンハイム（英語版）
- ヴァイセンブルク